# San Pietro a Majella
A San Pietro a Majella vagy San Pietro a Maiella templom Nápoly történelmi központjában. A név ugyanakkor az egykori kolostorépületben megtelepedett zenekonzervatórium neve is egyben.

## Leírása
A templom a Via dei Tribunali nyugati végében áll és az egyik legjelentősebb Anjou-kori építmény. Építtetője Giovanni Pippino da Barletta, II. Anjou Károly lovagja, akinek nevéhez a lucerai szaracén kolónia megsemmisítése fűződik. A templom a 14. században épült Pietro Angeleri da Morone remete tiszteletére, akiből 1294-ben V. Celesztin néven pápa lett. A kolostor 1799-ig létezett, míg a Parthenopéi Köztársaság vezetői fel nem számolták; a Bourbon-restauráció után újra megnyitották, majd 1826-ban zeneakadémiává alakították át. A templomot 1930 újították fel legutóbb.
Akárcsak a többi Anjou-kori építményt, a Bourbon királyok idején ezt a templomot is barokkosították a 17. században. Az 1930-as felújítás során megpróbálták helyreállítani a gótikus formáját. A belső díszítéseket V. Celesztin pápa élete ihlette. Főoltárát Cosimo Fanzago és a Ghetti testvérek (Pietro és Bartolomeo) készítették.